# キングパルサー
キングパルサー（KING PULSAR）は、2001年に山佐が開発・販売したパチスロ機。通称「キンパル」。同時期に発売された『パニックザウルス』についても本項目にて記述する。

## 概要
- スーパーリノに続くストック機として「山佐」からリリースされた。
- リール上部にドットマトリクスがあり、様々なアクション演出をする。
- あらかじめボーナス放出タイミングがある程度決まっていることから、本来の意味としての「前兆」を表現することに成功した機種である。
- 卓越したゲーム性と連荘性で、長きに渡り人気機種として稼動を続けた。
- パネルも赤・緑・黒の3種類が発売された。
- ボーナスの時の曲は千葉ロッテマリーンズのホームラン・勝利テーマに流用されている。

## スペック
以下は全てストックありの場合。
ボーナス確率
| 設定 | BIG確率  | REG確率  | 機械割（メーカー発表） |
| ---- | -------- | -------- | ---------------------- |
| 1    | 1/297.89 | 1/606.82 | 93.9 - 98.5%           |
| 2    | 1/297.89 | 1/606.82 | 93.9 - 98.5%           |
| 3    | 1/282.48 | 1/512    | 98.3 - 102.8%          |
| 4    | 1/268.59 | 1/442.81 | 102.6 - 106.4%         |
| 5    | 1/256    | 1/390.10 | 106.4 - 110.9%         |
| 6    | 1/240.94 | 1/364.09 | 111.9 - 116.8%         |

内部ストック時のRT継続ゲーム数の最大（天井）：1280ゲーム（設定6のみ1024ゲーム）
ストック無しの場合は内部ボーナス成立からRT継続ゲーム数が定められる。よってボーナス間1281ゲーム以上になった場合はボーナス終了時（もしくは設定変更後など）ストック無しだったことが確定する。
ボーナス放出契機
規定RTゲーム数消化（振り分けは設定により異なる）
リプレイ成立時、特定のリール制御テーブル選択時（選択率1/682.67。リプレイ確率は設定により若干異なり、トータルの抽選確率は概ね1/780程度）
純ハズレ成立（1/16384）
ボーナス放出の順番はストック順通りとなっており、ビッグ／レギュラーの振り分け抽選や放出順の操作は行われない。外部からの操作も（強制的なリセットによるストック全消去以外は）不可能。設定を変更すると現在セットされている「放出予定」のボーナスは消滅する（内部状態的には、RTそのものがボーナス成立中と同義のため）。ボーナスの最大ストック数は120個。
ボーナス放出のRTゲーム数は、128ゲームまでを選択する確率が高く「連荘ゾーン」とされる。なお、設定6のみRTゲームテーブルに128が存在するが、128ゲーム目で放出された場合に設定6が確定するわけではない。理由としては全設定において97 - 128ゲームのテーブルが存在し、ここでも128ゲームを選択する可能性があるため。また、仮に内部で前述条件を満たしたとしても「揃わないリプレイ」や小役成立が絡むことによって、実際の放出プレイを限定できないことも多々ある。
RTゲーム数の振り分け履歴で、ある程度設定を判断することが可能。特に奇数設定と偶数設定の振り分け傾向は際立っている。一例としては128ゲーム消化後、そこから512ゲームを抜ける可能性は奇数設定だと50%以上だが設定2・4だと約8.45%となり、この点も設定判断のひとつの指針となる（設定6は約17.25%となるが、ストックなしの展開も多く、参考にするのは難しい）。また、連荘ゾーン内においては奇数設定のほうが早いゲーム数の選択率が高めに振り分けられており、結果的に「奇数設定=荒波」「偶数設定=穏やか」といった展開になりやすい設計となっている。
ストックを増やすのに要するゲーム数（ボーナス確率）より平均放出ゲーム数のほうが短いという設計のため、しばしばストック切れを起こすことがあった。この点については程度の差こそあれど、全設定において共通している。そのためか初ストック時専用のRTゲームテーブルが存在し、ほとんどが128ゲーム以上の振り分けとなっている。ただし設定6に限っては8ゲーム以内の振り分け率が約71.5%と群を抜いて高く、大量ストック自体があまり起こらないため結果的に連荘も少ないという展開になりやすい。
ビッグボーナス時のリプレイハズシの効果は+22 - 29枚程度（ベル確率に設定差がある）。よって、小役ゲーム中の「ハズレ」の頻度を記録していくと設定を判断するひとつの指針となる。（設定1 - 4は共通、5は少なく、6はもっともハズレが少ない）

## 演出
7匹カエル（対応役：ハズレ・ボーナス）
スタートレバー後、7匹のカエルが出現しリール停止に連動してさまざまなアクションを繰り広げる。最終リール停止後、カエルが鳴けばボーナス確定。小役揃いやバウンドストップを伴った場合は、その時点で5ゲーム以内のRT解除が確定する。
右からカエル（対応役：リプレイ・小役・ボーナス）
スタートレバー後、右から左へカエルが跳んで行く。狙って小役が揃わなかったり、最終リール停止後、カエルが戻ってくればボーナス確定。途中で転んだ場合はチェリーまたはビッグボーナスとなり、期待度そのものもアップする。
3匹大カエル
出現した時点でボーナス確定。
特大カエル
プレミア演出で、出現すればビッグボーナスが確定する。
バウンドストップ
各ストップボタンを押したときにリールが「ブルッ」と揺れて止まる。対応役は以下のとおり。
第1停止時 - ボーナス・オレンジ・ベル・リプレイ
第2停止時 - ボーナス・オレンジ・ベル
第3停止時 - ボーナス・オレンジ （リプレイ解除を否定した場合はビッグ確定）
- 基本的に7匹と右からの組み合わせで演出が5連続した場合はRT解除プレイ到達が濃厚となるが、確率上まずガセとなることはない、というだけでボーナス確定ではない。
- RT解除後のボーナス告知（WIN点灯）は「純ハズレ」成立時に限られ、小役成立時・リプレイ解除時・内部ボーナス成立時には発生しない。

## その他
バウンドストップ演出からリプレイが揃った場合、その時点でのストック無しが濃厚（ストック残存時に比べ、約5.7倍の出現率）という情報が一時期流れていた。しかし実際にはストック残存時のほうがわずかながら出現しやすく、実質的にはストック無しの場合は約1/10000、ストック残存時が約1/8890。情報の出所がパチスロ攻略誌の解析数値だったことから鵜呑みにするプレイヤーも多かった（一部のパチスロ雑誌関係者も鵜呑みにしていた）が、RT中の「揃わないリプレイ」を計算時に考慮していなかったことが原因とみられている（揃うリプレイのみで計算すると約1/56700となり、件の数値と一致する）。
RT解除後もリール制御自体はRT中と変わらないため、RT解除リプレイの当選出目が出現する可能性がある。ただし「当選=現在の残りRTを0に書き換え」というシステム上、メリットはない。また、内部リプレイ成立の確率自体もRT中の約1／1.1445（設定1）から1／7.298となるため、出現率も約1/5000と大きく下がった状態となる。

## キングパルサー-30
30パイコイン仕様のこのマシンは「名古屋スペシャルバージョン」とも言われ、中京圏仕様ともいえるものであった。当時中京圏には30パイのコインを使用したいわゆる「沖スロ」の設置台数が多かった背景があった。「キングパルサー」と同スペックであるが、演出面において一部仕様が異なる。
- RT解除後はほぼ告知される
- 右からカエルが出現して転んだ場合はボーナス確定
- バウンドストップはボーナス確定

## パニックザウルス
2002年7月に発売された。キングパルサーとほぼ同一のスペックである。
- モチーフにしているのは恐竜。
- 演出はドットではなくテトラリールで行われる。キングパルサーの演出に対応するようにそれぞれの演出が用意されている。
- リール配列は全く異なる。
- キングパルサー同様5ゲーム連続テトラリールが動けばボーナス確定。バウンドストップも用意されている。
- キングパルサーと比べると演出の発生する割合などが変更されている。

## ゲーム
- 本機種はPlayStationとPlayStation 2に移植しており、系列会社のヤマサエンタテイメントよりリリースされ、「山佐デジセレクション2」（PS）「山佐デジワールド3」「山佐デジワールド4 DX」（PS2）の3本に収録されている。
- 「山佐Digiライト」としてパソコンでシミュレーションができるソフトも公式サイトにて販売していた。
- 現在はオンラインゲームサイト『777town.net』にてプレイが可能である。

## 外部サイト
- キングパルサー公式サイト[リンク切れ]
- キングパルサー-30公式サイト[リンク切れ]
- パニックザウルス公式サイト[リンク切れ]